# Walther CP88
Walther CP88 är en kolsyredriven luftpistol med en utgångshastighet av 109 m/s. Vapnet är en kopia av Walther P88 som började tillverkas 1988 av det tyska vapenföretaget Walther. Vapnet har åtta skott per magasin, justerbart bakre sikte och med en kaliber på 4,5 mm. Vissa CP88:or är försedda med träkolv. 